# Ceremony (album de The Cult)
Pour les articles homonymes, voir Ceremony.
Albums de The Cult
Sonic Temple The Cult
Ceremony est le 5e album studio du groupe de rock britannique The Cult sorti le 24 septembre 1991. Plus que jamais, Ian Astbury y évoque les thèmes des Amérindiens et de l'écologie.

## Liste des pistes
1. Ceremony
2. Wild Hearted Son
3. Earth Mofo
4. White
5. If
6. Full Tilt
7. Heart Of Soul
8. Bankok Rain
9. Indian
10. Sweet Salvation
11. Wonderland